# Pondicherry (ciutat)
Pondicherry o Puducherry és una ciutat, municipalitat i aglomeració urbana de l'Índia, capital del districte de Pondicherry o Puducherry i del territori de Pondicherry o Puducherry. El nom Puducherry no fou adoptat fins al 2006 i encara és poc conegut fora de la regió. Altres grafies corrents són Pondicherri Puducheri, Puthuvai i Pulcheri).
Consta al cens del 2001 amb una població per l'aglomeració de 505.959 habitants, la majoria tàmils; la població el 1876 era 156.094, el 1882 de 140.945 i el 1901 de 170.456 habitants, però incloent tot el territori mentre que el de la ciutat el 1901 era de 27.448 habitants.
La població està protegida de la mar per una muralla marítima de 2 km i una altura d'uns 8 metres.
Està situada a la costa de Coromandel a uns 160 km de Chennai (Madras) per carretera. L'àrea de l'establiment francès era de 298 km² que incloïen les comunes de Pondicherry, Oulgaret, Villenour i Bahur amb un total de 93 pobles i 141 llogarets. El territori no era continu sinó que estava format per peces menors tallades pel districte britànic de South Arcot, excepte la part que tocava a mar. Després de 1816 hi va haver molta cooperació entre britànics i francesos per l'administració que per causa dels diversos trossos era complicada; la ciutat estava dividida en dues parts per un canal, formant les anomenades Ville Blanche (d'aparença europea) i Ville Noire.

## Història

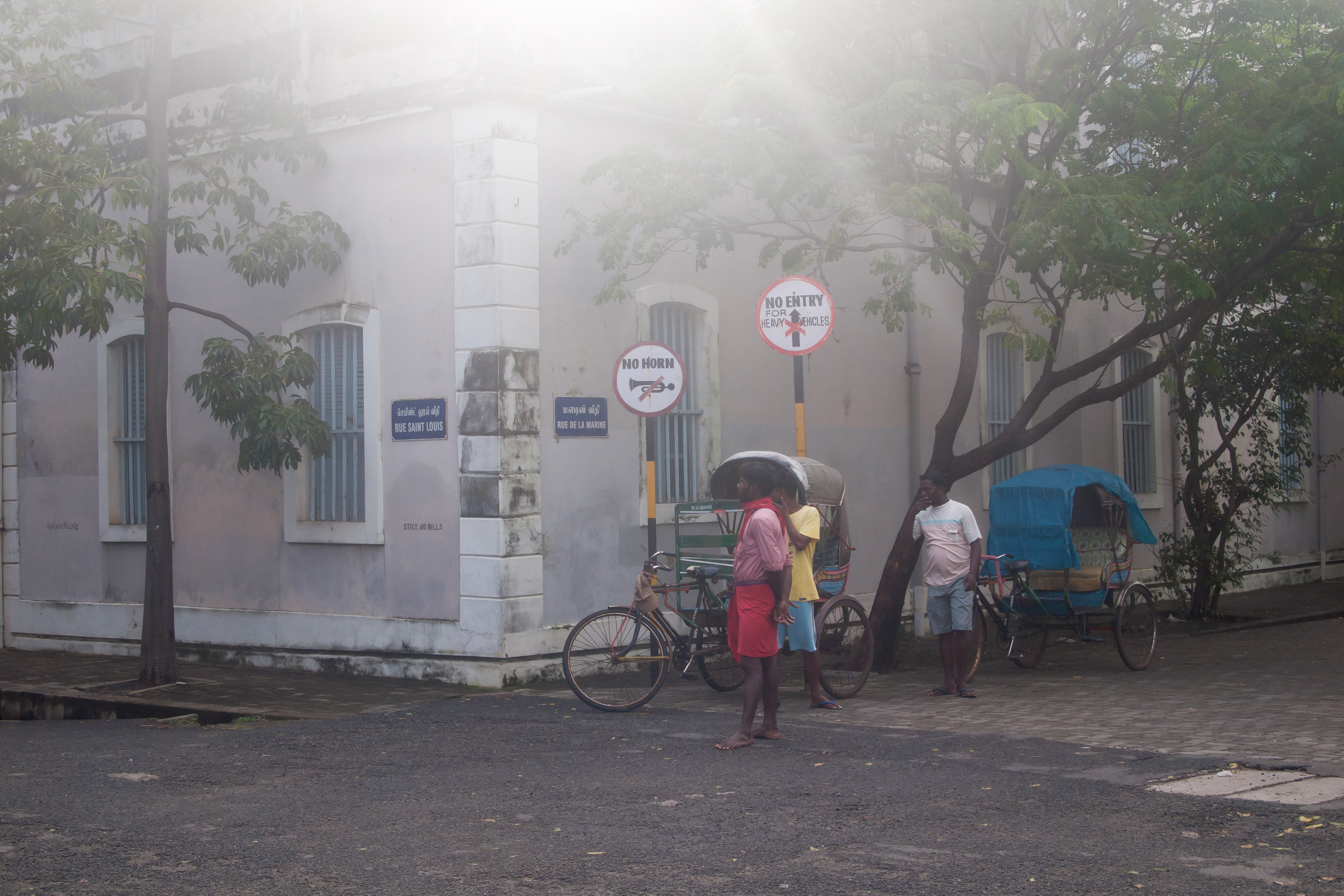

Fou la capital dels Establiments Francesos de l'Índia o Índia Francesa
La ciutat fou fundada el 1674 per Francois Martin en un petit territori comprat l'any anterior al sultà de Bijapur. El 1693 fou ocupada pels holandesos però restaurada a França el 1699. Els britànics la van assetjar quatre vegades: l'almirall Boscawen el 1748 (sense èxit); Sir Eyre Coote el 1761, que va capturar la ciutat (16 de gener) però fou restaurada a França el 1765 en compliment del Tractat de París (1763); Sir Hector Munro la va assetjar el 1778 i la va ocupar, i el 1779 en va destruir les fortificacions, sent restaurada a França el 1785 en compliment del tractat de Versalles de 1783; i la quarta vegada fou assetjada pel coronel Braithwaite el 1793, i ocupada, sent restaurada al final de les guerres napoleòniques el 1816. La municipalitat es va formar el 1880 amb 16 membres.
L'1 de novembre de 1954 França va traspassar l'administració de la ciutat a l'Índia. La cessió formal es va fer el 1956 i no fou ratificada pel Parlament fins a l'agost de 1962. Encara hi viuen uns deu mil francesos però l'emigració des d'altres llocs de l'Índia afavorida pel govern ha eliminat de fet el fons francès de la ciutat.

## Llocs interessants
Les platges són el principal atractiu: Promenade Beach, Paradise Beach, Auroville Beach i Serinity Beach. Chunnambar és un conegut resort a uns 8 km. A Auroville o City of Dawn, 8 km al nord-oest, hi ha una ciutat experimental on conviuen gents de diferent religió, raça i ideologia amb perfecta harmonia.
Hi ha diverses esglésies dels segles xviii i xix. També hi ha monuments com el dedicat a Dupleix, a Gandhi, a Nehru, als caiguts francesos, i altres.
Edificis destacats són un far, el palau de govern, la biblioteca Romain Tolland, l'assemblea legislativa, el museu i l'Institut Francès. El parc principal és el de Bharathi però hi ha uns notables Jardins Botànics.